# Volgatitan
Volgatitan simbirskiensis
Genre
Espèce
Volgatitan est un genre éteint de dinosaures du clade des Lithostrotia, dont les restes fossiles ont été trouvés près du village de Slantsovy Rudnik, dans la région de Ulyanovsk (Russie). Le type et seule espèce est Volgatitan simbirskiensis.

## Histoire et dénomination
En 1982, le scientifique soviétique Vladimir Efimov, alors qu'il cherchait des fossiles sur la rive droite de la Volga, près du village de Slantsovy Rudnik dans la région d'Ulyanovsk, a trouvé de grands os encastrés dans deux concrétions de pyrite. Trois autres calcaires avec des ossements ont été trouvés plus tard à ces endroits. L'extraction des ossements a pris plusieurs années. Un total de sept vertèbres fragmentaires a été récupéré. Les trois premières ont été décrites comme des "vertèbres géantes" d'affiliation taxonomique inconnue. Au début des années 1990, Efimov a montré ses découvertes à un autre paléontologue soviétique éminent, Lev Nesov, qui a suggéré que les fossiles étaient les vertèbres caudales d'un sauropode. Par la suite, V. Efimov a brièvement décrit cinq vertèbres et en a mentionné une dans un article de 1997. En 2018, les paléontologues russes Alexander O. Averianov (d) et Vladimir Efimov ont nommé et décrit une nouvelle espèce de sauropode, Volgatitan simbirskiensis. La presse a écrit que cela faisait 30 ans que l'on attendait sa découverte.
Le nom générique est un hydronyme, Volga, d'après le fleuve sur la rive duquel les fossiles ont été trouvés, avec l'ajout du mot « titan », qui dans la mythologie grecque désigne les êtres divins de deuxième génération qui ont précédé les Olympiens. L'espèce tient son nom de Simbirsk, l'ancien nom d'Ulyanovsk.

## Descriptif
Les fossiles sont des vertèbres caudales antérieures et moyennes consécutives, appartenant sans doute au même individu. Les corps vertébraux sont interstitiels - avec des surfaces articulaires antérieures concaves et postérieures globulaires profondément convexes. La surface articulaire postérieure est symétrique en vue latérale, avec un apex centré. Toutes les vertèbres portent une forte crête sur la surface ventrale du corps, la seule autapomorphie connue du taxon. Les arcs neuraux sont incomplètement préservés ou absents. Aucune des vertèbres conservées ne présente de faces claires en chevron.
Les deux principales méthodes d'estimation de la masse (basée sur la circonférence des os longs et la reconstruction volumétrique) se sont avérées inapplicables à Volgatitan en raison de la nature très fragmentaire des restes. Pour estimer la masse corporelle de l'animal, les auteurs ont utilisé les dimensions de la première vertèbre caudale et les estimations de la masse corporelle des mêmes spécimens obtenues par la mise à l'échelle des os longs. Les valeurs de Dreadnoughtus, Patagotitan et d'autres Titanosauria ont été utilisées à cette fin. L'estimation moyenne de la masse de Volgatitan était de 17,3 tonnes.

## Systématique
En 1997, V. M. Efimov, ayant brièvement décrit les vertèbres, les a provisoirement assignées à un membre de la famille des Brachiosauridae. Plus tard, la définition taxonomique de ces fossiles a été changée en Titanosauridae. Cependant, l'année suivante, les mêmes auteurs classaient toujours les restes sans nom comme des Brachiosauridae. Le paléontologue russe V. Alifanov a noté que la forme procoele des vertèbres caudales correspond mieux à celle des Titanosauridae qu'à celle des Brachiosauridae.
L'analyse phylogénétique réalisée par les auteurs de la description, se concentrant sur les Titanosauridaes avec l'ajout de Tengrisaurus décrit en 2017, a identifié Volgatitan comme un représentant du clade Lithostrotia. Sur le plan phylogénétique, le nouveau sauropode a été placé à la base d'un groupe contenant les plus grands Titanosauridae dont le poids corporel atteint 60-70 tonnes : Argentinosaurus, Dreadnoughtus, Notocolossus, Patagotitan et Puertasaurus. Ce groupe ne contenait auparavant que des spécimens sud-américains. Volgatitan est le premier représentant européen et géologiquement le plus ancien de cette lignée. La découverte de ce dinosaure suggère que la lignée du clade Lithostrotia, menant au clade Lognkosauria, avait une distribution beaucoup plus large qu'on ne le pensait auparavant, et qu'à la fin du Crétacé, elle s'était éteinte partout sauf en Amérique du Sud.
Le cladogramme ci-dessous reflète les résultats de l'analyse phylogénétique effectuée par les auteurs de la description.
|  | Aeolosaurus                                                 |
|  |                                                             |
|  | Nemegtosaurus                                               |
|  |                                                             |
|  | Rapetosaurus                                                |
|  |                                                             |
|  | Tapuiasaurus                                                |
|  |                                                             |
|  | Tengrisaurus                                                |
|  |                                                             |
|  | \| \| Isisaurus \| \| \| \| \| \| Saltasauridae \| \| \| \| |
|  |                                                             |
|  | Isisaurus                                                   |
|  |                                                             |
|  | Saltasauridae                                               |
|  |                                                             |

|  | Isisaurus     |
|  |               |
|  | Saltasauridae |
|  |               |

|  | Epachthosaurus                                                                                |
|  |                                                                                               |
|  | \| \| Muyelensaurus \| \| \| \| \| \| Rinconsaurus \| \| \| \| \| \| Lognkosauria \| \| \| \| |
|  |                                                                                               |
|  | Muyelensaurus                                                                                 |
|  |                                                                                               |
|  | Rinconsaurus                                                                                  |
|  |                                                                                               |
|  | Lognkosauria                                                                                  |
|  |                                                                                               |

|  | Muyelensaurus |
|  |               |
|  | Rinconsaurus  |
|  |               |
|  | Lognkosauria  |
|  |               |

|  | Epachthosaurus                                                                                |
|  |                                                                                               |
|  | \| \| Muyelensaurus \| \| \| \| \| \| Rinconsaurus \| \| \| \| \| \| Lognkosauria \| \| \| \| |
|  |                                                                                               |
|  | Muyelensaurus                                                                                 |
|  |                                                                                               |
|  | Rinconsaurus                                                                                  |
|  |                                                                                               |
|  | Lognkosauria                                                                                  |
|  |                                                                                               |

|  | Muyelensaurus |
|  |               |
|  | Rinconsaurus  |
|  |               |
|  | Lognkosauria  |
|  |               |

|  | Aeolosaurus                                                 |
|  |                                                             |
|  | Nemegtosaurus                                               |
|  |                                                             |
|  | Rapetosaurus                                                |
|  |                                                             |
|  | Tapuiasaurus                                                |
|  |                                                             |
|  | Tengrisaurus                                                |
|  |                                                             |
|  | \| \| Isisaurus \| \| \| \| \| \| Saltasauridae \| \| \| \| |
|  |                                                             |
|  | Isisaurus                                                   |
|  |                                                             |
|  | Saltasauridae                                               |
|  |                                                             |

|  | Isisaurus     |
|  |               |
|  | Saltasauridae |
|  |               |

|  | Epachthosaurus                                                                                |
|  |                                                                                               |
|  | \| \| Muyelensaurus \| \| \| \| \| \| Rinconsaurus \| \| \| \| \| \| Lognkosauria \| \| \| \| |
|  |                                                                                               |
|  | Muyelensaurus                                                                                 |
|  |                                                                                               |
|  | Rinconsaurus                                                                                  |
|  |                                                                                               |
|  | Lognkosauria                                                                                  |
|  |                                                                                               |

|  | Muyelensaurus |
|  |               |
|  | Rinconsaurus  |
|  |               |
|  | Lognkosauria  |
|  |               |

|  | Epachthosaurus                                                                                |
|  |                                                                                               |
|  | \| \| Muyelensaurus \| \| \| \| \| \| Rinconsaurus \| \| \| \| \| \| Lognkosauria \| \| \| \| |
|  |                                                                                               |
|  | Muyelensaurus                                                                                 |
|  |                                                                                               |
|  | Rinconsaurus                                                                                  |
|  |                                                                                               |
|  | Lognkosauria                                                                                  |
|  |                                                                                               |

|  | Muyelensaurus |
|  |               |
|  | Rinconsaurus  |
|  |               |
|  | Lognkosauria  |
|  |               |

|  | Aeolosaurus                                                 |
|  |                                                             |
|  | Nemegtosaurus                                               |
|  |                                                             |
|  | Rapetosaurus                                                |
|  |                                                             |
|  | Tapuiasaurus                                                |
|  |                                                             |
|  | Tengrisaurus                                                |
|  |                                                             |
|  | \| \| Isisaurus \| \| \| \| \| \| Saltasauridae \| \| \| \| |
|  |                                                             |
|  | Isisaurus                                                   |
|  |                                                             |
|  | Saltasauridae                                               |
|  |                                                             |

|  | Isisaurus     |
|  |               |
|  | Saltasauridae |
|  |               |

|  | Epachthosaurus                                                                                |
|  |                                                                                               |
|  | \| \| Muyelensaurus \| \| \| \| \| \| Rinconsaurus \| \| \| \| \| \| Lognkosauria \| \| \| \| |
|  |                                                                                               |
|  | Muyelensaurus                                                                                 |
|  |                                                                                               |
|  | Rinconsaurus                                                                                  |
|  |                                                                                               |
|  | Lognkosauria                                                                                  |
|  |                                                                                               |

|  | Muyelensaurus |
|  |               |
|  | Rinconsaurus  |
|  |               |
|  | Lognkosauria  |
|  |               |

|  | Epachthosaurus                                                                                |
|  |                                                                                               |
|  | \| \| Muyelensaurus \| \| \| \| \| \| Rinconsaurus \| \| \| \| \| \| Lognkosauria \| \| \| \| |
|  |                                                                                               |
|  | Muyelensaurus                                                                                 |
|  |                                                                                               |
|  | Rinconsaurus                                                                                  |
|  |                                                                                               |
|  | Lognkosauria                                                                                  |
|  |                                                                                               |

|  | Muyelensaurus |
|  |               |
|  | Rinconsaurus  |
|  |               |
|  | Lognkosauria  |
|  |               |

|  | Aeolosaurus                                                 |
|  |                                                             |
|  | Nemegtosaurus                                               |
|  |                                                             |
|  | Rapetosaurus                                                |
|  |                                                             |
|  | Tapuiasaurus                                                |
|  |                                                             |
|  | Tengrisaurus                                                |
|  |                                                             |
|  | \| \| Isisaurus \| \| \| \| \| \| Saltasauridae \| \| \| \| |
|  |                                                             |
|  | Isisaurus                                                   |
|  |                                                             |
|  | Saltasauridae                                               |
|  |                                                             |

|  | Isisaurus     |
|  |               |
|  | Saltasauridae |
|  |               |

|  | Epachthosaurus                                                                                |
|  |                                                                                               |
|  | \| \| Muyelensaurus \| \| \| \| \| \| Rinconsaurus \| \| \| \| \| \| Lognkosauria \| \| \| \| |
|  |                                                                                               |
|  | Muyelensaurus                                                                                 |
|  |                                                                                               |
|  | Rinconsaurus                                                                                  |
|  |                                                                                               |
|  | Lognkosauria                                                                                  |
|  |                                                                                               |

|  | Muyelensaurus |
|  |               |
|  | Rinconsaurus  |
|  |               |
|  | Lognkosauria  |
|  |               |

|  | Epachthosaurus                                                                                |
|  |                                                                                               |
|  | \| \| Muyelensaurus \| \| \| \| \| \| Rinconsaurus \| \| \| \| \| \| Lognkosauria \| \| \| \| |
|  |                                                                                               |
|  | Muyelensaurus                                                                                 |
|  |                                                                                               |
|  | Rinconsaurus                                                                                  |
|  |                                                                                               |
|  | Lognkosauria                                                                                  |
|  |                                                                                               |

|  | Muyelensaurus |
|  |               |
|  | Rinconsaurus  |
|  |               |
|  | Lognkosauria  |
|  |               |